# Paraskevás Avgerinós
Paraskevás Avgerinós (grec moderne : Παρασκευάς Αυγερινός), ou Paraskevás Avyerinós, né le 19 août 1927 à Alonístena, est un homme politique. Il est député européen.